# Wereldkampioenschap voetbal 1998 (kwalificatie)
174 schreven zich in voor de kwalificatie van het Wereldkampioenschap voetbal 1998. Gastland Frankrijk en titelverdediger Brazilië waren automatisch geplaatst.
Op dit WK waren vijftien tickets beschikbaar voor Europa,  vorig WK dertien. Acht landen waren opnieuw aanwezig,  Duitsland, Italië,  Spanje,  Nederland,  België,  Noorwegen,  Roemenië en Bulgarije plaatsten zich opnieuw. Zweden werd uitgeschakeld door Schotland en Oostenrijk,  Griekenland door Denemarken en Kroatië. De plaatsen van Rusland,  Ierland en Zwitserland werden ingenomen door Frankrijk,  Engeland en Joegoslavië.
Zuid Amerika was opnieuw vertegenwoordigd door Brazilië, Argentinië en Colombia,  Paraguay en Chili schakelden Bolivia uit. In de Concacaf Zone kregen Mexico en de Verenigde Staten gezelschap van Jamaica. In Afrika plaatsen Nigeria,  Kameroen en Marokko zich opnieuw,  aangevuld met Tunesië en  Zuid Afrika.  In Azië werden het aantal tickets verdubbeld,  Saoedi-Arabië en Zuid Korea plaatsten zich opnieuw samen met Japan en Iran,  dat een play off wedstrijd van de nummer één van Oceanië won , Australië.

## Gekwalificeerde landen

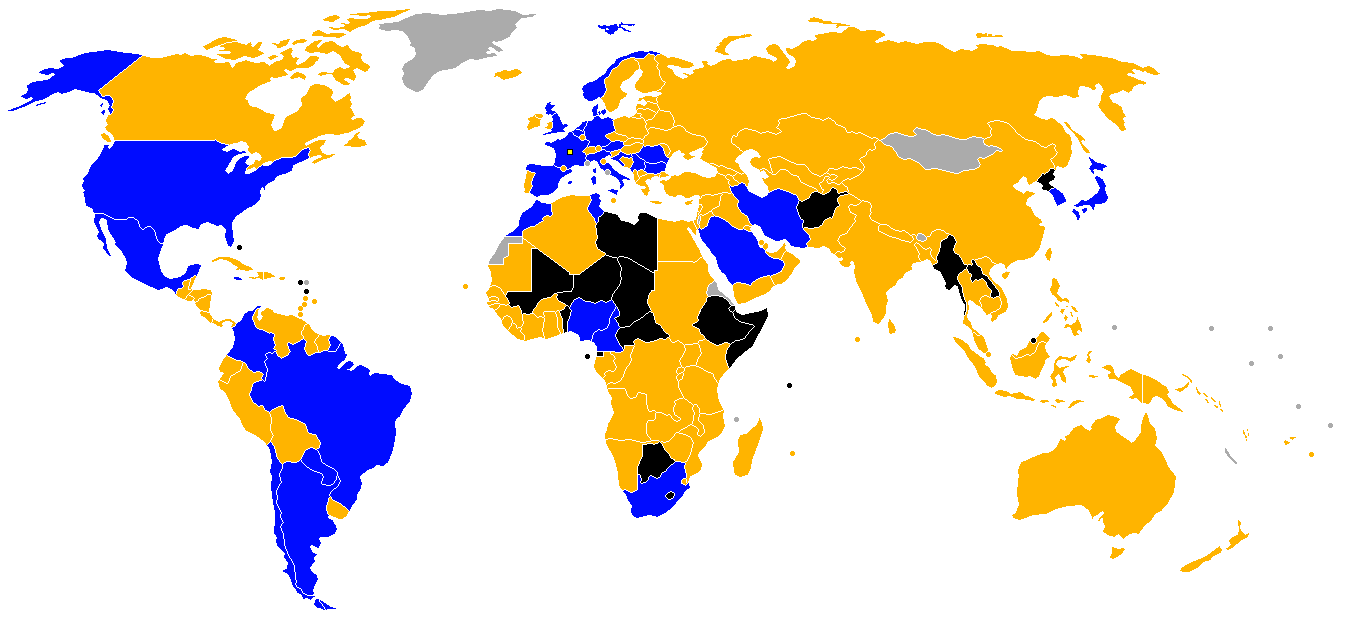
Gekwalificeerd voor het Wereldkampioenschap
Niet gekwalificeerd voor het Wereldkampioenschap
Niet ingeschreven voor de kwalificaties
Geen FIFA-lid

| FIFA-lid         | Confederatie | Kwalificatie       | Kwal. datum       | Aantal dln. (inclusief 1998) | Dln. op rij | Eerste dln. | Laatste dln. | Titels (exclusief 1998) | Beste prestatie |
| ---------------- | ------------ | ------------------ | ----------------- | ---------------------------- | ----------- | ----------- | ------------ | ----------------------- | --------------- |
| Frankrijk        | UEFA         | Gastland           | 2 juli 1992       | 10e                          | 1           | 1930        | 1986         | 0                       | Winnaar         |
| Denemarken       | UEFA         | Winnaar groep 1    | 11 oktober 1997   | 2e                           | 1           | 1986        | 1986         | 0                       | Achtste finale  |
| Engeland         | UEFA         | Winnaar groep 2    | 11 oktober 1997   | 10e                          | 1           | 1950        | 1990         | 1                       | Winnaar         |
| Noorwegen        | UEFA         | Winnaar groep 3    | 6 september 1997  | 3e                           | 2           | 1938        | 1994         | 0                       | Groepsfase      |
| Oostenrijk       | UEFA         | Winnaar groep 4    | 11 oktober 1997   | 7e                           | 1           | 1934        | 1990         | 0                       | Derde           |
| Bulgarije        | UEFA         | Winnaar groep 5    | 10 september 1997 | 7e                           | 2           | 1962        | 1994         | 0                       | Vierde          |
| Spanje           | UEFA         | Winnaar groep 6    | 11 oktober 1997   | 10e                          | 6           | 1934        | 1994         | 0                       | Vierde          |
| Nederland        | UEFA         | Winnaar groep 7    | 11 oktober 1997   | 6e                           | 3           | 1934        | 1994         | 0                       | Tweede          |
| Roemenië         | UEFA         | Winnaar groep 8    | 18 augustus 1997  | 7e                           | 3           | 1930        | 1994         | 0                       | Kwartfinale     |
| Duitsland        | UEFA         | Winnaar groep 9    | 11 oktober 1997   | 14e                          | 12          | 1934        | 1994         | 3                       | Winnaar         |
| Schotland        | UEFA         | Beste nummer 2     | 11 oktober 1997   | 8e                           | 1           | 1954        | 1990         | 0                       | Groepsfase      |
| Italië           | UEFA         | Winnaar Play-off   | 15 november 1997  | 14e                          | 10          | 1934        | 1994         | 3                       | Winnaar         |
| België           | UEFA         | Winnaar Play-off   | 15 november 1997  | 10e                          | 5           | 1930        | 1994         | 0                       | Vierde          |
| Joegoslavië      | UEFA         | Winnaar Play-off   | 15 november 1997  | 9e                           | 1           | 1930        | 1990         | 0                       | Vierde          |
| Kroatië          | UEFA         | Winnaar Play-off   | 15 november 1997  | 1e                           | 1           | n.v.t.      | n.v.t.       | n.v.t.                  | n.v.t.          |
| Nigeria          | CAF          | Winnaar Groep 1    | 7 juni 1997       | 2e                           | 2           | 1994        | 1994         | 0                       | Achtste finale  |
| Tunesië          | CAF          | Winnaar Groep 2    | 8 juni 1997       | 2e                           | 1           | 1978        | 1978         | 0                       | Groepsfase      |
| Zuid-Afrika      | CAF          | Winnaar Groep 3    | 16 augustus 1997  | 1e                           | 1           | 1998        | n.v.t.       | n.v.t.                  | n.v.t.          |
| Kameroen         | CAF          | Winnaar Groep 4    | 17 augustus 1997  | 4e                           | 3           | 1982        | 1994         | 0                       | Kwartfinale     |
| Marokko          | CAF          | Winnaar Groep 5    | 8 juni 1997       | 4e                           | 2           | 1970        | 1994         | 0                       | Achtste finale  |
| Zuid-Korea       | AFC          | Winnaar groep B    | 18 oktober 1997   | 5e                           | 4           | 1954        | 1994         | 0                       | Groepsfase      |
| Japan            | AFC          | Winnaar play-off   | 16 november 1997  | 1e                           | 1           | n.v.t.      | n.v.t.       | n.v.t.                  | n.v.t.          |
| Saoedi-Arabië    | AFC          | Winnaar groep A    | 12 november 1997  | 2e                           | 2           | 1994        | 1994         | 0                       | Achtste finale  |
| Iran             | AFC          | play-off (AFC–OFC) | 29 november 1997  | 2e                           | 1           | 1978        | 1978         | 0                       | Groepsfase      |
| Mexico           | CONCACAF     | Finaleronde 1e     | 12 oktober 1997   | 11e                          | 2           | 1930        | 1994         | 0                       | Kwartfinale     |
| Verenigde Staten | CONCACAF     | Finaleronde 2e     | 9 november 1997   | 6e                           | 3           | 1930        | 1994         | 0                       | Derde           |
| Jamaica          | CONCACAF     | Finaleronde 3e     | 16 november 1997  | 1e                           | 1           | 1998        | n.v.t.       | n.v.t.                  | n.v.t.          |
| Brazilië         | CONMEBOL     | Titelverdediger    | 17 juli 1994      | 16                           | 16          | 1930        | 1994         | 4                       | Wereldkampioen  |
| Argentinië       | CONMEBOL     | Nr. 1 CONMEBOL     | 10 september 1997 | 12                           | 7           | 1930        | 1994         | 2                       | Wereldkampioen  |
| Paraguay         | CONMEBOL     | Nr. 2 CONMEBOL     | 10 september 1997 | 6                            | 2           | 1930        | 1986         | 0                       | Achtste finale  |
| Colombia         | CONMEBOL     | Nr. 3 CONMEBOL     | 10 september 1997 | 4                            | 3           | 1962        | 1994         | 0                       | Achtste finale  |
| Chili            | CONMEBOL     | Nr. 4 CONMEBOL     | 10 september 1997 | 7                            | 1           | 1930        | 1982         | 0                       | Achtste finale  |